# Calthorpe
Calthorpe var en virksomhed fra Bordesley Green, Birmingham i England, der producerede en række biler, motorcykler og cykler fra 1904 til 1932. Virksomheden startede i 1890'erne som en af Birminghams cykel producent kaldet "Hands and Cake" drevet af George W. Hands. Det blev omdøbt til Bard Cycle Manufacturing Company i 1987 og skiftede til Minstrel Cycle Company i 1901.
| Firma | Spire Denne artikel om et firma eller en virksomhed i Storbritannien er en spire som bør udbygges. Du er velkommen til at hjælpe Wikipedia ved at udvide den. |